# Liden padderok
Liden Padderok (Equisetum variegatum) er en 10-20 cm høj sporeplante, der i Danmark vokser vildt i klitter og grusgrave, men er meget sjælden. Hele planten indeholder kiselsyre i form af små, skarpe krystaller, der udskilles på ydersiden af cellerne.

## Beskrivelse
Liden Padderok er en flerårig urt med en opret vækst. Skuddene er mørkegrønne og overvintrer grønne, og som danner sporer. På disse skud sidder de endestillede, kogleagtige sporehuse. Alle skud er furede, leddelte og hule (undtagen ved leddene). Bladene er bittesmå og skælformede, og de sidder i kranse ved leddene enten på hovedskuddet eller på sideskuddene.
Rodnettet består af et dybtliggende og vidt forgrenet netværk af jordstængler og nogle spinkle trævlerødder.
Størrelse: 0,20 m høj, de enkelte skud er ganske smalle (grundet fraværende sideskud).

## Kendetegn
Liden Padderok adskiller sig fra flere af de andre padderok-arter (bortset fra Skavgræs) ved ikke at have sideskud. Til forskel fra Skavgræs har Liden Padderok kun 4-12 ribber (furer) på stænglerne. Skavgræs har 14-26 ribber og en tykkere stængel.

## Voksested
I Danmark er Liden Padderok meget sjælden. Den er fundet i grus- og lergrave på Sjælland og i klitlavninger i Nordvestjylland.
| Portal | Portal:Botanik |